# Тоні Таббс
То́ні Таббс (англ. Tony Tubbs; 15 лютого 1958) — американський професійний боксер важковаговик. Чемпіон світу за версією Всесвітньої боксерської асоціації (WBA) (1985—1986). Один з найкращих важковаговиків 1980-х років, старший брат важковаговика Нейта Таббса. Уведений до Каліфорнійської зали боксерської слави 25 червня 2011 року.

## Біографія
Народився 15 лютого 1958 року в місті Цинциннаті, штат Огайо, США.

### Любительська кар'єра
Всі значимі поєдинки у любительському боксі Тоні Таббс провів у надважкому дивізіоні.
Під час матчевої зустрічі боксерів СРСР-США у 1976 році поступився нокаутом у другому раунді Ігореві Висоцькому.
У чвертьфіналі чемпіонату світу 1978 року за очками поступився кубинському спортсмену Теофіло Стівенсону.
У 1979 році виборов титул чемпіона США серед любителів у важкій вазі. Того ж року виграв Кубок світу, де у фіналі переміг Хорена Інджяна. У матчевій зустрічі СРСР-США, що проходила в Алма-Аті, переміг дворазового чемпіона Європи Євгена Горсткова.
Тоні Таббс не зміг стати Олімпійським чемпіоном, оскільки США бойкотували Олімпійські ігри 1980 року в Москві.
У лютому 1980 року Таббс взяв участь у змагання клубів любительського боксу Мухаммеда Алі та Джо Фрейзера в Х'юстоні. Він боксував у команді Алі й переміг, за рішенням суддів, Марвіса Фрейзера.
Також Таббс був спаринг-партнером Мухаммеда Алі. Він допоміг підготуватись Алі до матчу-реваншу з Леоном Спінксом.

### Професійна кар'єра
Тоні Таббс, що отримав прізвисько TNT, дебютував на професійному ринзі 14 червня 1980 року
перемогою над Брюсом Скоттом. До кінця року він провів ще 5 поєдинків, отримавши в усіх перемогу.
Низка непорозумінь і розривів з промоутерами привела Таббса у табір Дона Кінга в квітні 1983 року.
Перемігши 15 березня 1985 року Джеймса Сміта, Тоні Таббс стає претендентом на бій за звання чемпіона світу за версією WBA проти тодішнього чемпіона Грега Пейджа. У важкому 15-раундовому поєдинку, який відбувся 29 квітня 1985 року в Баффало, Таббс за очками здобув перемогу, виборовши чемпіонський пояс WBA.
Через 9 місяців, 17 січня 1986 року, в Атланті відбувся дебютний захист чемпіонського поясу проти одного з найсильніших на той час боксерів — Тіма Візерспуна. Вдало розпочавши поєдинок і вигравши перших 4 раунди, Таббс розгубив по ходу бою свою перевагу й більшістю суддівських голосів програв поєдинок.
Після більш ніж річної перерви Таббс протягом 1987 року переможно провів три поєдинки. Це дозволило йому взяти участь у поєдинку за звання чемпіона світу за версіями WBC, WBA, IBF проти Майка Тайсона. Бій відбувся 21 березня 1988 року в Токіо. Провівши досить непогано перший раунд, у другому Таббс опинився на підлозі рингу.
21 листопада 1989 року Тоні Таббс провів бій за звання чемпіона Північноамериканської боксерської федерації (NABF) проти Орліна Норріса й переміг за очками. Проте допінґ-тест дав позитивний результат на кокаїн, і бій було визнано таким, що не відбувся.
У 1997 році Тоні Таббс заявив про завершення кар'єри.
Повернувся у 2002 році. З перемінним успіхом провів низку боїв. Останнім виграним ним титулом стало звання чемпіона штату Західна Вірджинія у 2004 році в бою проти Браяна Мінто.
Закінчив професійну кар'єру у 2006 році.